# Giorgio d’Aquila
Giorgio d’Aquila, auch Georges de Florence und Georges Delaigly († 1348), war ein italienischer Maler des 14. Jahrhunderts.

## Leben
Giorgio d’Aquila stammte aus Florenz, wo er bei Giotto die Malkunst erlernte.
Bekannt ist er dank bedeutender Aufträge für die Grafen von Savoyen in der Zeit von Amadeus V. und dessen Sohn Aymon. Er erhielt im Jahr 1314 unter Graf Amadeus den Auftrag, im gräflichen Schloss von Chambéry Malereien auszuführen. Danach sind in den savoyischen Quellen Arbeiten von ihm in der Kirche von Borghetto im Piemont und in der savoyischen Burg von Pinerolo bei Turin bezeugt. Von 1335 bis 1342 weilte d’Aquila im Kloster Hautecombe am Lac du Bourget, wo er, unterstützt vom waadtländischen Maler Johann von Grandson, den Wandschmuck ausführte.
Gemäß Quellenaussagen versuchte sich d’Aquila in Hautecombe an der Ölmalerei für den Wandschmuck, vermutlich ohne großen Erfolg. Nachprüfen lässt sich dies nicht mehr, wurden doch die Klostergebäude nach der Französischen Revolution völlig verwüstet. Und auch von den andern Werken des Künstlers ist keines erhalten geblieben, weil die Bauwerke in späterer Zeit zu stark verändert worden sind. Hingegen ist ein Meisterwerk seines Berufskollegen Johann von Grandson heute noch vorhanden, die Wandmalerei in der camera domini in der ehemals savoyischen Burg Chillon am Genfersee. Dieses Bildprogramm gibt einen Eindruck von der ausgereiften Kunst der savoyischen Wandmalerei im  14. Jahrhundert.